# Incredible Technologies
Incredible Technologies est une société américaine de production de jeux vidéo créée en 1985. Le siège de l'entreprise est basé à Vernon Hills près de Chicago.

## Description
Incredible Technologies est fondé en 1985 par Elaine Hodgson et Richard Ditton. Incredible Technologies est également appelé seulement IT.
Cette entreprise américaine, basée à Chicago, est très réputée aux États-Unis grâce à son activité dans le monde de l'arcade, des flippers et redemption games.
Elle s'est spécialisée dans la conception de jeux et simulations de sport (majoritairement, à part pour quelques titres). Petite firme au niveau mondial, mais Incredible Technologies est quand même célèbre pour ses simulations sportives, entre autres, pour Capcom Bowling ou bien l'énorme série des Golden Tee Golf.

Ancien logo d'IT.

## Histoire
Au lancement de l'entreprise, les premières activités sont la réalisation de programmes et de systèmes d'exploitation pour flippers de la société Data East, le développement de jeux pour d'autres société sur Apple II, Commodore 64 et Commodore Amiga. La société profite de cette période faste pour doubler ses effectifs.
Les années suivantes, IT se diversifie dans de nombreux domaines comme la conception de matériel et de logiciels pour le réseau BattleTech, de jeux Amiga pour CinemaWare, de systèmes d'exploitation et d'animation graphique pour Brunswick's BowlerVision.
En 1988, IT développe et fabrique son premier et propre système d'arcade (Incredible Technologies 8-bit), un matériel peu coûteux. Un jeu qui connaitra un succès exceptionnel, Capcom Bowling.
Avec le succès de Capcom Bowling, Incredible Technologies choisit d'élargir le développement de son secteur arcade en adoptant le nom de la marque Strata (entreprise)| pour ces produits générés en interne. La cible choist pour développer des jeux comme Golden Tee Golf,  Bowling, Tennis Hotshots, Arlington Horse Racing, et Rim Rockin' Basketball, est un public plus âgé qui fréquentes plutôt les bars et les restaurants.
En 1992, IT produit un nouveau système d'arcade, l'Incredible Technologies 32 bit, qui accueillera notamment la suite de la série des Golden Tee Golf.
Durant son existence, Incredible Technologies a créé plus d'une trentaine de jeux d'arcade et utilise maintenant la cinquième génération de ses systèmes d'arcade .

## Systèmes d'arcade
- Incredible Technologies 8-bit
- Incredible Technologies 32-bit

## Liste des jeux
| Titre                                  | Développeur                                | Éditeur                 | Système                        | Genre | Date |
| -------------------------------------- | ------------------------------------------ | ----------------------- | ------------------------------ | ----- | ---- |
| Arlington Horse Racing                 | Incredible Technologies / Strata           | Incredible Technologies | Incredible Technologies 8-bit  |       | 1991 |
| Blood Storm                            | Strata / Incredible Technologies           | Incredible Technologies | Incredible Technologies 32-bit |       | 1994 |
| Bowl-O-Rama                            | PP Marketing                               | Incredible Technologies | Incredible Technologies 8-bit  |       | 1988 |
| Capcom Bowling                         | Capcom / Incredible Technologies           | Incredible Technologies | Incredible Technologies 8-bit  |       | 1991 |
| Driver's Edge                          | Strata / Incredible Technologies           | Incredible Technologies | Incredible Technologies 32-bit |       | 1994 |
| Dyno Bop                               | Grand Products / Incredible Technologies   | Incredible Technologies | Incredible Technologies 8-bit  |       | 1990 |
| Golden Par Golf                        | Strata / Incredible Technologies           | Incredible Technologies | Incredible Technologies 8-bit  |       | 1992 |
| Golden Tee '97                         | Incredible Technologies                    | Incredible Technologies | Incredible Technologies 32-bit |       | 1997 |
| Golden Tee '98                         | Incredible Technologies                    | Incredible Technologies | Incredible Technologies 32-bit |       | 1998 |
| Golden Tee '99                         | Incredible Technologies                    | Incredible Technologies | Incredible Technologies 32-bit |       | 1999 |
| Golden Tee Royal Edition Tournament    | Incredible Technologies                    | Incredible Technologies | Incredible Technologies 32-bit |       | 1999 |
| Golden Tee 2K                          | Incredible Technologies                    | Incredible Technologies | Incredible Technologies 32-bit |       | 2000 |
| Golden Tee 2013                        | Incredible Technologies                    | Incredible Technologies |                                |       | 2013 |
| Golden Tee 2014                        | Incredible Technologies                    | Incredible Technologies |                                |       | 2014 |
| Golden Tee 3D Golf                     | Incredible Technologies                    | Incredible Technologies | Incredible Technologies 32-bit |       | 1995 |
| Golden Tee 3D Golf: Tournament Version | Incredible Technologies                    | Incredible Technologies | Incredible Technologies 32-bit |       | 1995 |
| Golden Tee Classic                     | Incredible Technologies                    | Incredible Technologies | Incredible Technologies 32-bit |       | 2001 |
| Golden Tee Fore!                       | Incredible Technologies                    | Incredible Technologies |                                |       | 2002 |
| Golden Tee Fore! 2002                  | Incredible Technologies                    | Incredible Technologies |                                |       | 2002 |
| Golden Tee Fore! 2003                  | Incredible Technologies                    | Incredible Technologies |                                |       | 2003 |
| Golden Tee Fore! 2004                  | Incredible Technologies                    | Incredible Technologies |                                |       | 2004 |
| Golden Tee Fore! 2004 Extra            | Incredible Technologies                    | Incredible Technologies |                                |       | 2004 |
| Golden Tee Fore! 2005                  | Incredible Technologies                    | Incredible Technologies |                                |       | 2005 |
| Golden Tee Fore! Complete              | Incredible Technologies                    | Incredible Technologies |                                |       | 2005 |
| Golden Tee Live                        | Incredible Technologies                    | Incredible Technologies |                                |       | 2004 |
| Golden Tee Live 2007                   | Incredible Technologies                    | Incredible Technologies |                                |       | 2007 |
| Golden Tee Live 2008                   | Incredible Technologies                    | Incredible Technologies |                                |       | 2007 |
| Golden Tee Live 2009                   | Incredible Technologies                    | Incredible Technologies |                                |       | 2008 |
| Golden Tee Live 2010                   | Incredible Technologies                    | Incredible Technologies |                                |       | 2010 |
| Golden Tee Live 2011                   | Incredible Technologies                    | Incredible Technologies |                                |       | 2010 |
| Golden Tee Live 2012                   | Incredible Technologies                    | Incredible Technologies |                                |       | 2011 |
| Golden Tee 2008 Unplugged              | Incredible Technologies                    | Incredible Technologies |                                |       | 2007 |
| Golden Tee 2009 Unplugged              | Incredible Technologies                    | Incredible Technologies |                                |       | 2008 |
| Golden Tee Supreme Edition Tournament  | Incredible Technologies                    | Incredible Technologies |                                |       | 2002 |
| Golden Tee Golf                        | Strata / Incredible Technologies           | Incredible Technologies | Incredible Technologies 8-bit  |       | 1990 |
| Golden Tee Golf II                     | Strata / Incredible Technologies           | Incredible Technologies | Incredible Technologies 8-bit  |       | 1992 |
| Hard Yardage                           | Strata / Incredible Technologies           | Incredible Technologies | Incredible Technologies 32-bit |       | 1993 |
| Hot Shots Tennis                       | Strata / Incredible Technologies           | Incredible Technologies | Incredible Technologies 8-bit  |       | 1990 |
| Neck-n-Neck                            | Bundra Games / Incredible Technologies     | Incredible Technologies | Incredible Technologies 8-bit  |       | 1992 |
| Ninja Clowns                           | Strata / Incredible Technologies           | Incredible Technologies | Incredible Technologies 8-bit  |       | 1991 |
| Pairs                                  | Strata / Incredible Technologies           | Incredible Technologies | Incredible Technologies 32-bit |       | 1994 |
| Peggle                                 | Strata / Incredible Technologies           | Incredible Technologies | Incredible Technologies 8-bit  |       | 1991 |
| Poker Dice                             | Strata / Incredible Technologies           | Incredible Technologies | Incredible Technologies 8-bit  |       | 1991 |
| Power Putt LIVE                        | Incredible Technologies                    | Incredible Technologies |                                |       | 2013 |
| Rim Rockin' Basketball                 | Strata / Incredible Technologies           | Incredible Technologies | Incredible Technologies 8-bit  |       | 1991 |
| Shuffleshot                            | Strata / Incredible Technologies           | Incredible Technologies | Incredible Technologies 32-bit |       | 1997 |
| Slick Shot                             | Grand Products / Incredible Technologies   | Incredible Technologies | Incredible Technologies 8-bit  |       | 1990 |
| Bowling                                | Strata / Incredible Technologies           | Incredible Technologies | Incredible Technologies 8-bit  |       | 1990 |
| Street Fighter: The Movie              | Capcom / Incredible Technologies           | Incredible Technologies | Incredible Technologies 32-bit |       | 1995 |
| Super Strike Bowling                   | Strata / Incredible Technologies           | Incredible Technologies | Incredible Technologies 8-bit  |       | 1990 |
| Time Killers                           | Strata / Incredible Technologies           | Incredible Technologies | Incredible Technologies 32-bit |       | 1992 |
| World Class Bowling                    | Incredible Technologies                    | Incredible Technologies | Incredible Technologies 32-bit |       | 1995 |
| Wheel of Fortune                       | Strata / GameTek / Incredible Technologies | Incredible Technologies | Incredible Technologies 8-bit  |       | 1989 |
| World Class Bowling Deluxe             | Incredible Technologies                    | Incredible Technologies | Incredible Technologies 32-bit |       | 1999 |